# Сахочолаво
Сахочолаво (груз. სახოჭოლავო) — село в Грузії.
За даними перепису населення 2014 року в селі проживає 298 особи.